# Tiergarten Straubing
Koordinaten: 48° 53′ 3″ N, 12° 32′ 7,8″ O
Der Tiergarten Straubing befindet sich im Westen der Stadt Straubing. Im Tiergarten Straubing leben derzeit über 2000 Individuen in etwa 200 Arten, vorwiegend Säugetiere, Vögel, Reptilien, Amphibien und Fische. Der Zoo nimmt an mehreren europäischen Erhaltungszuchtprogrammen teil, so zum Beispiel für Wisente, Amur-Tiger, Brillenpinguine oder Balistare. Er ist Partnerzoo der Stiftung Artenschutz sowie Mitglied bei verschiedenen nationalen und internationalen Zooverbänden und Artenschutzorganisationen wie der WAZA und der ZGAP.

## Lage
Der 1937 gegründete Zoo ist in einen Erholungspark eingebettet und hat ganzjährig geöffnet. Er wird im Südwesten begrenzt von der Bundesstraße 8 und der Länge nach vom Moosmühlbach durchflossen.

## Anlagen und Tierhäuser

### Exotarium
Im Exotarium genannten Tropenhaus befinden sich u. a. Anlagen für Zweifingerfaultiere und Krallenäffchen, Webervögel (Textorweber, Madagaskarweber), Brauen-Glattstirnkaimane, Leguane, Helle Tigerpythons, und Kurzohrrüsselspringer. Die von Nashornvögeln, Purpurglanzstaren und diversen Schmuckschildkröten bewohnte Freiflughalle wurde 2014 renoviert und neu bepflanzt.

### Dannerhaus

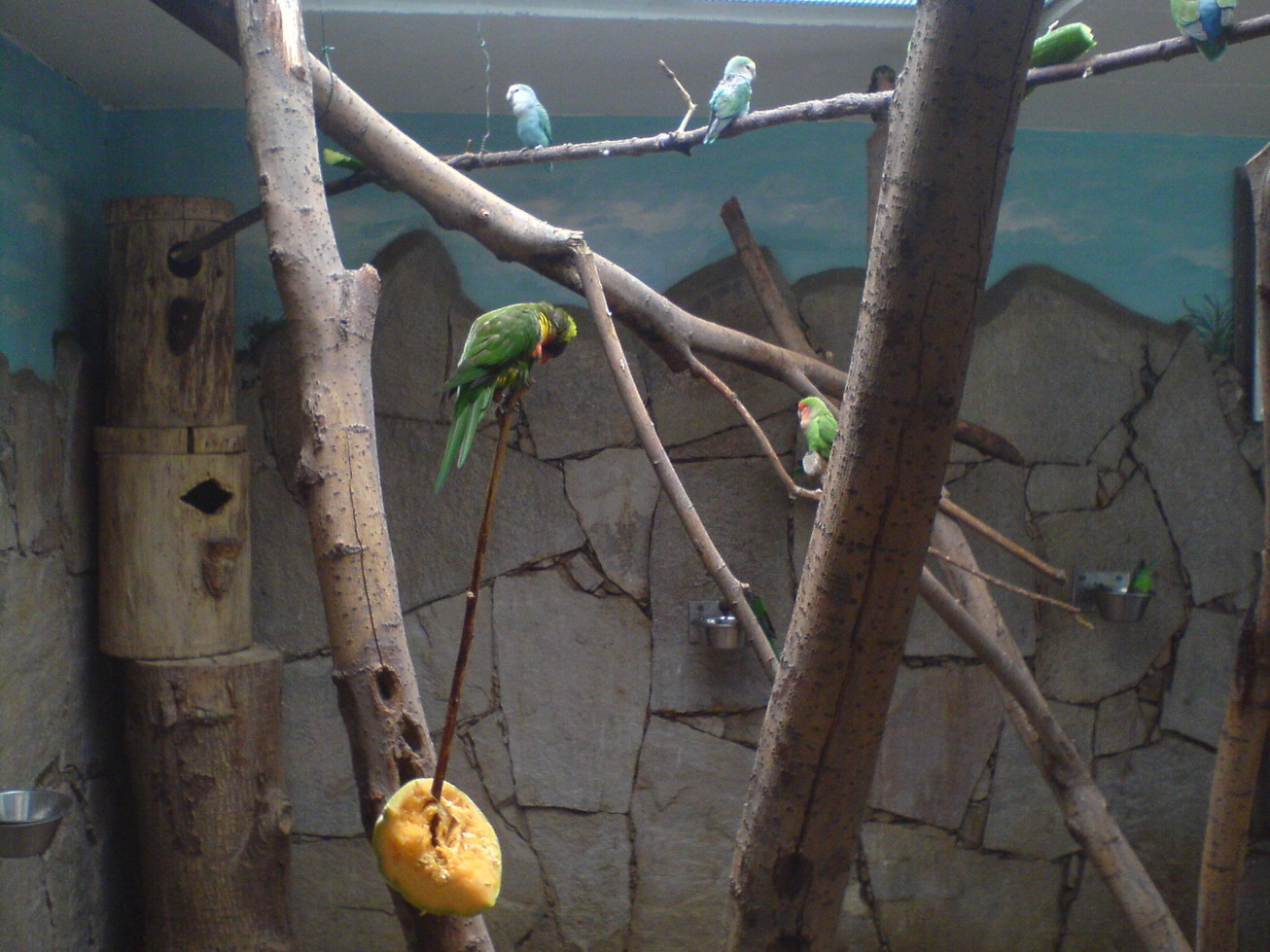
Gebirgslori im Dannerhaus

Das Dannerhaus wurde nach einer langjährigen Gönnerin des Tierparks benannt. Es wurde durch Spenden finanziert. Die Außenvolieren bewohnen diverse Papageienarten, darunter Sonnensittiche, Keas und erfolgreich brütende Hyazintharas. Im Innenbereich finden sich Anlagen für Fenneks, Liszt- und Weißbüschelaffen sowie einige Terrarien.
Ein Bereich des Gebäudes wird als Ausstellungshalle für wechselnde Ausstellungen und als Vortragsraum für die winterliche Vortragsreihe genutzt. Eine große Vitrine mit vom Zoll beschlagnahmten Souvenirs aus geschützten Tieren bringt dem Besucher die Problematik „Artenschutz im Urlaub“ näher.

### Volieren
Im Bereich von Exoten- und Dannerhaus befinden sich zwei Volieren mit Gänsegeiern und Kolkraben sowie Uhus. Weiterhin wurden in einem älteren Volierenkomplex bis November 2015 Schneeeulen gehalten.

### Huftieranlagen
Im westlichen Teil des Tiergartens liegen mehrere Gehege für Huftiere. An die 2011 erneuerte Gemeinschaftsanlage für Wisente und Damhirsche schließt sich das Gehege der Rothirsche an. Dieses erhielt als gitterlosen Einblick 2014 einen erhöhten hölzernen Besucherpavillon. In einer weiteren Gemeinschaftsanlage sind Zwergesel mit Zackelschafen vergesellschaftet. Mit Trampeltier und Alpaka werden zwei Vertreter der Kamele gehalten. Ein neues Freigehege für Yaks wurde 2012 eröffnet.

### Afrika-Anlage

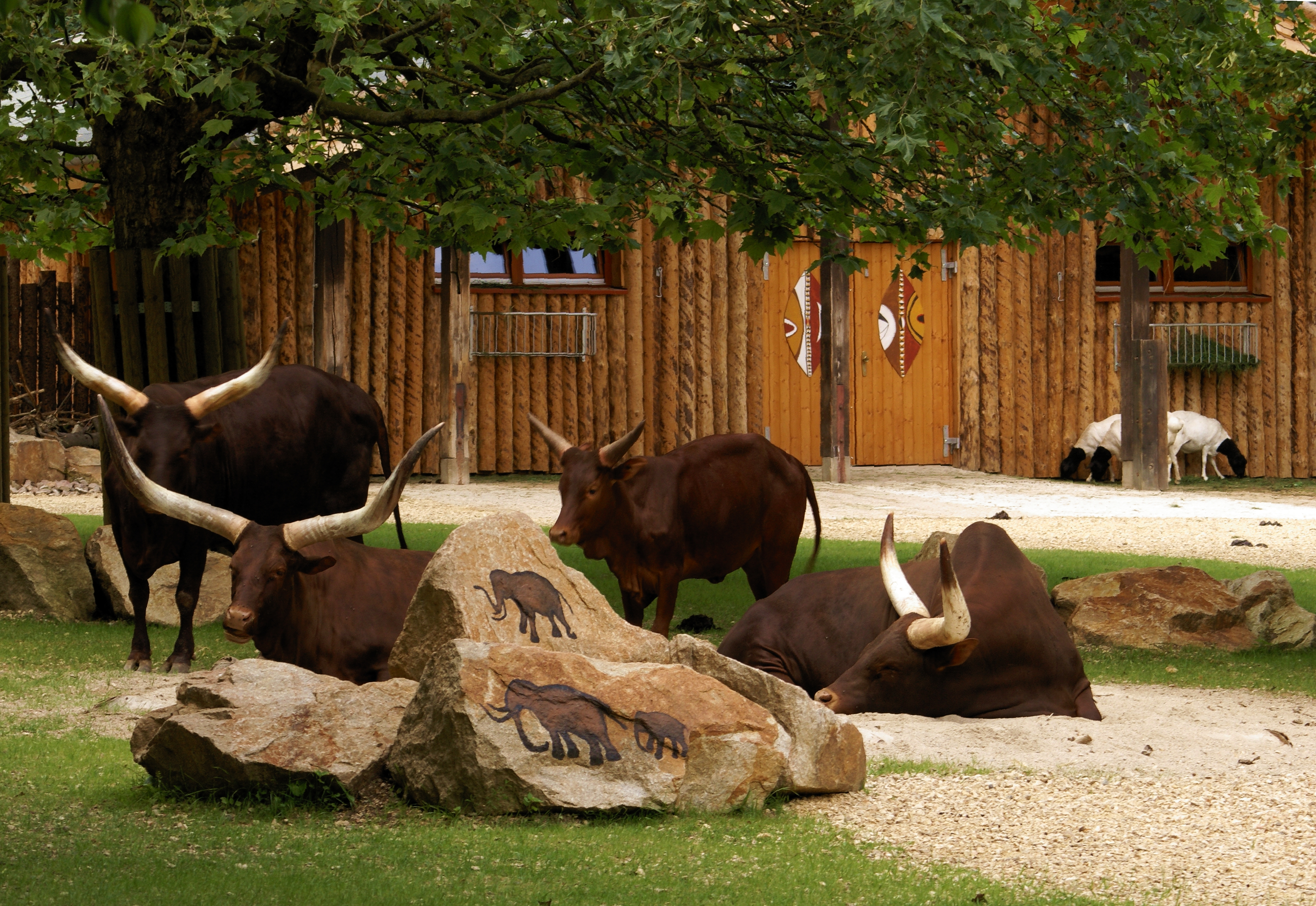
Blick auf die Afrika-Anlage

In der 2009 fertiggestellten Anlage leben Afrikanische Strauße, Böhm-Steppenzebras, Watussirinder und Somali-Schafe miteinander. Der Besucher erhält in einem im afrikanischen Stil errichteten Pavillon Informationen über die Tiere und Ökologie der afrikanischen Savanne.

### Raubkatzenhaus
Im Raubkatzenhaus und den daran anschließenden Freianlagen werden Sibirische Tiger und Löwen gehalten. Im Zuge der Schaffung eines Asien-Bereichs mit gestalterisch aufeinander abgestimmten Gehegen für Yaks und Tiger und einem Rastplatz in nepalesischem Stil wurde die Tiger-Außenanlage 2012–2013 vergrößert und mit Gehegeeinblicken aus Glasscheiben ausgestattet. Für die Zeit des Umbaus wurden die beiden Tigerbrüder Cornelius und Claudius im Tiergarten Nürnberg untergebracht. Dort kam Cornelius im Oktober 2012 mutmaßlich bei einer Rauferei mit seinem Bruder zu Tode.
Für die Löwen ist ein Erweiterungsbau am Raubkatzenhaus und ein Neubau der Außenanlage analog zur Tiger-Außenanlage geplant.
Gegenüber dem Raubkatzenhaus befindet sich der Neubau (Eröffnung 2018) der Luchsanlage. An dieser Stelle befand sich früher die Eulenvoliere.

### Danubium
Das Danubium (von Danubius, dem lateinischen Namen der Donau) ist ein Feuchtbiotop, welches einen Einblick in den Lebensraum der an der Donau lebenden Tiere bietet, beispielsweise Kormoran, Rosapelikan, Biber und Fischotter. Mit den Fischottern sind seit 2014 Waschbären aus einer Tierauffangstation in Hanau vergesellschaftet.

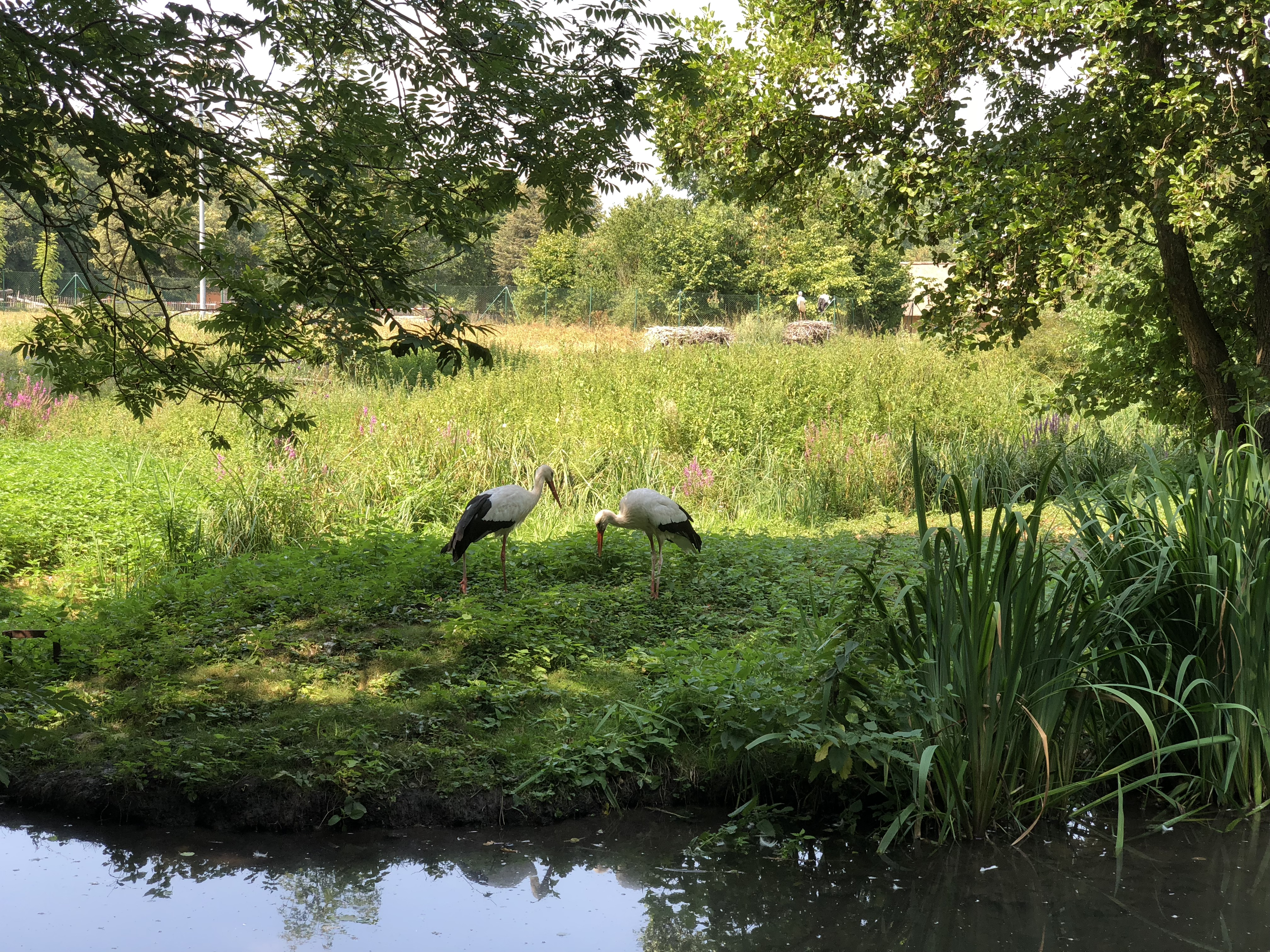
Blick auf die Storchenanlage

Die begehbare Storchenanlage beherbergt neben den Tiergartenstörchen auch frei fliegende Störche, die in den künstlich errichteten Horsten eine Nistgelegenheit finden.

### Donauaquarium

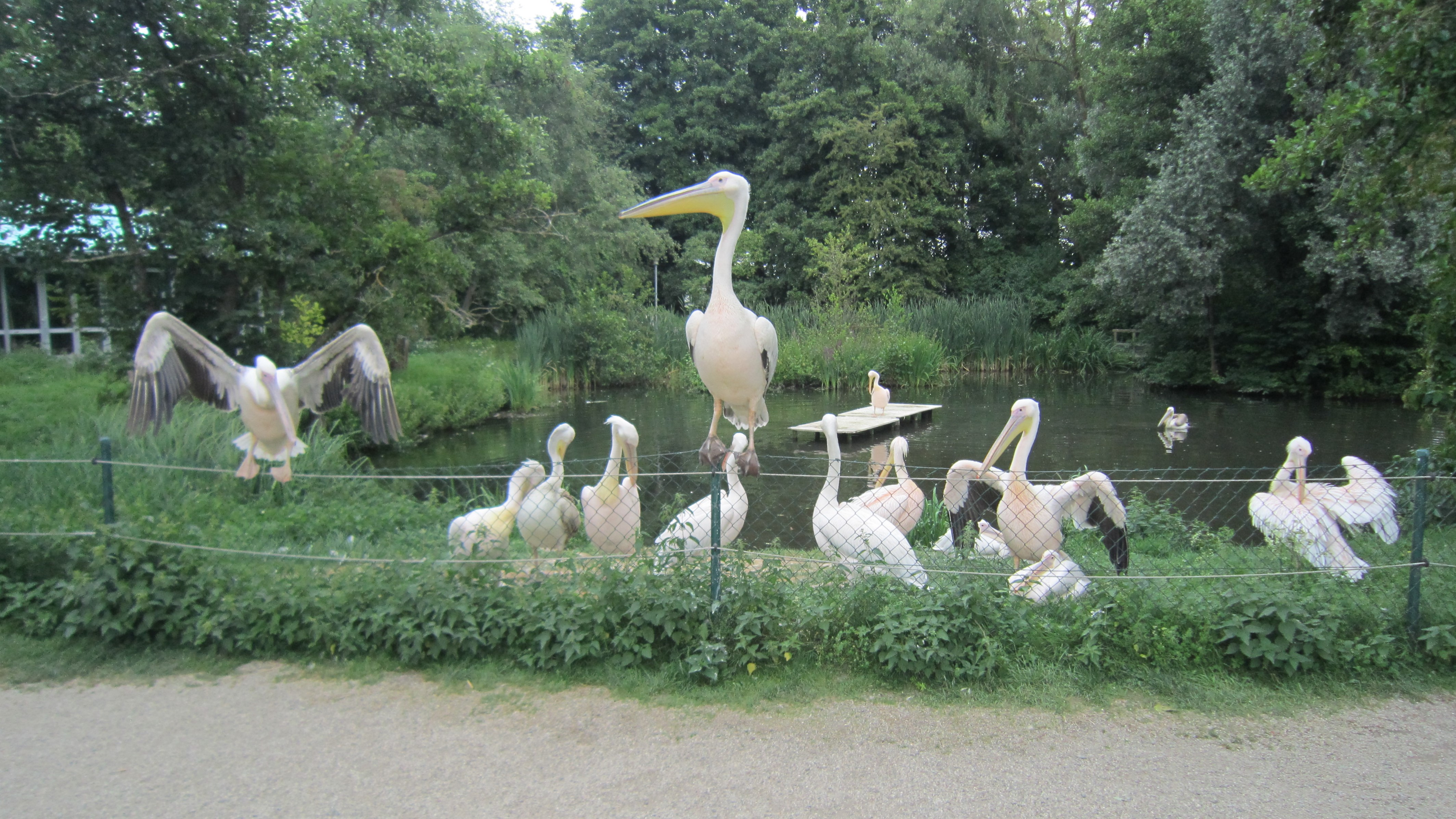
Pelikane vor dem Donauaquarium

Das Donauaquarium ist genau genommen ein Teil des Danubiums. In diesem Gebäude wird das tierische Leben in der Donau in sieben Schaubecken von der Quelle bis zur Mündung dargestellt. Die Aquarien fassen insgesamt 100.000 Liter. Es werden in etwa 40 Fischarten gezeigt, so zum Beispiel Störe, Huchen und Waller. Es werden auch Axolotl ausgestellt, welche zwar nicht in der Donau heimisch sind, jedoch am besten das larvale Entwicklungsstadium der Schwanzlurche mit ihren typischen, äußeren Kiemenbüscheln zeigen. Zudem werden im Donauaquarium heimische Reptilien und Amphibien gezeigt und gezüchtet, wie Äskulapnatter und Würfelnatter oder Erdkröte und Feuersalamander. Die Aufzuchtstation für frischgeschlüpfte Reptilien und Amphibien befindet sich ebenfalls im Donauaquarium.

### Jungsteinzeitliches Bauernhaus

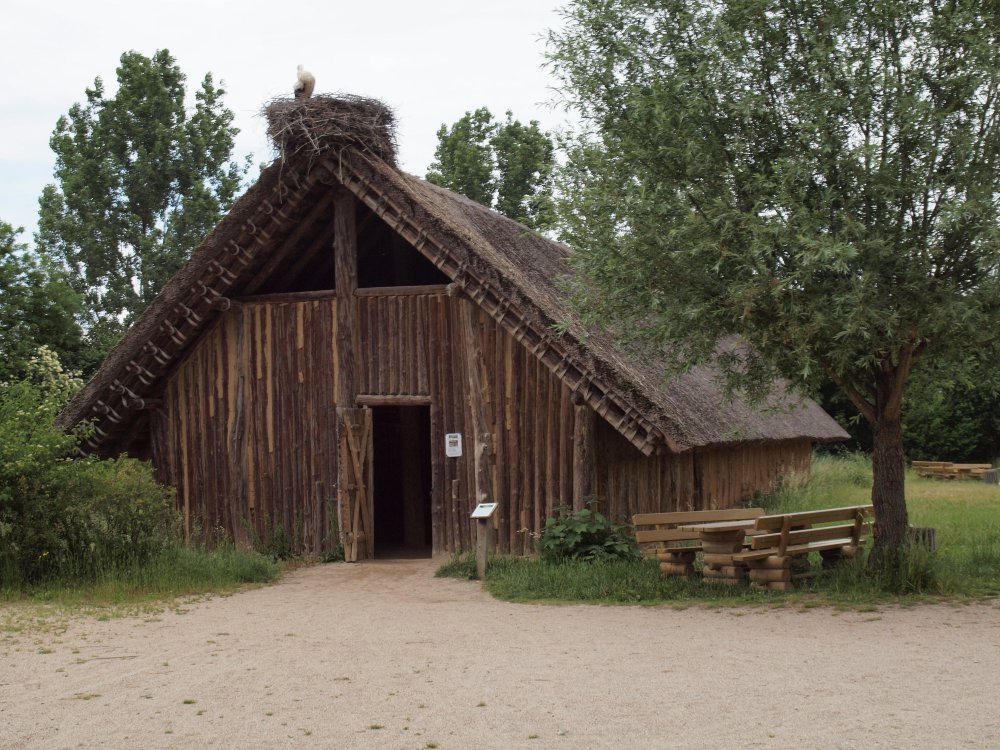
Rekonstruktion des jungsteinzeitlichen Bauernhauses

Das Gebäude ist der Nachbau eines jungsteinzeitlichen Bauernhauses nach einem archäologischen Befund, der unweit des „neuen“ Hauses gemacht wurde. Es bietet Platz für eine Ausstellung über die Entstehung der Haustierrassen und über die steinzeitlichen Handwerkstechniken.

### Streichelzoo
Im 2010 neu gestalteten Streichelzoo neben dem Abenteuerspielplatz können Besucher Ziegen und Kamerunschafe begegnen.

### Waldhaus
Im Waldhaus kann man die verschiedenen heimischen Bäume anhand ihres Geruches und ihrer Rinde unterscheiden. Es bietet einen Einblick in die Flora des Bayerischen Waldes.

### Weitere Anlagen
Im Tierpark befinden sich weitere Anlagen für Affen, Bären, Kattas und Brillenpinguine. Eine 2006 eröffnete Känguru-Anlage bietet Bennettkängurus und Emus Platz.
Im April 2021 haben zwei Kleine Pandas das frisch renovierte Gehege der Weißkehlmeerkatzen bezogen.
Seit dem Herbst 2021 gibt es Gibbons im Rahmen des internationalen Erhaltungszuchtprogramms für Weißwangengibbons in der umgebauten Schimpansenanlage.

### Ehemalige Anlagen
- Eisbären (bis 2005)
- Schimpansen (bis 2021)
- Asiatischer Elefant (1944–1945)
- Bärenmakak (bis 2008)
- Katta (2015–2019)
- Nilgauantilope (2007–2011)
- Persischer Leopard (1991–1993)
- Pustertaler Sprinzen (2000–2020)
- Rotes Riesenkänguru (1959)
- Schabrackenhyäne (1962)
- Streifenskunk
- Vietnamesisches Hängebauchschwein (bis 2010)
- Waldschaf
- Weißkehlmeerkatze (1993–2020)
- Indisches Weißschwanz-Stachelschwein

## Direktoren
- 1941–1957: Hans Lange
- 1957–1974: Hans Schäfer
- 1974–1975: Günther Melchior
- 1975–1996: Franz Wiegand
- 1996–2023: Wolfgang P. Peter
- seit 2023: Michel Delling